# Supernormal - The Australian concerts 2014
Supernormal – The Australian concerts 2014 is een livealbum van Tangerine Dream. De muziekgroep had met Phaedra farewell tour 2014 al aangegeven te stoppen met uitgebreide wereldtournees. Als afsluiting speelde het een aantal concerten in Melbourne, Australië in het kader van de Melbourne Music Week. Nog geen twee maanden later overleed Edgar Froese, zijn gedroomde Quantum Years (Tangerine Dream bestaande uit vier 'man') kwam niet meer van de grond. Het album ging vergezeld van een fotoboekwerk.
Froese had in het begin van zijn carrière na de eerste concertreeks in Australië nog overwogen vanuit Duitsland te emigreren naar Australië, maar de bureaucratie weerhield hem uiteindelijk.

## Musici
- Edgar Froese, Thorsten Quaeschning, Ulrich Schnauss – toetsinstrumenten, elektronica
- Hoshiko Yamane – elektrische viool, elektrische cello

## Muziek
| Nr. | Titel                   | Duur |
| --- | ----------------------- | ---- |
| 1.  | Organ intro to Ricochet | 4:25 |
| 2.  | Ricochet part 2         | 5:42 |
| 3.  | Rubycon part 1          | 6;21 |
| 4.  | Logos                   | 4:56 |
| 5.  | Girl on the stairs      | 4;19 |
| 6.  | Madagascar              | 6;23 |
| 7.  | Poland                  | 9:22 |
| 8.  | Twilight in Abidjan     | 4:54 |
| 9.  | Astrophel and Stella    | 7:40 |
| 10. | Aldebaran               | 6:53 |
| 11. | Ancient powerplant      | 4:30 |
| 12. | Phaedra 2014            | 8:23 |

| Nr. | Titel                         | Duur  |
| --- | ----------------------------- | ----- |
| 1.  | Wisdom and tragedy            | 6:12  |
| 2.  | Restless mind                 | 5:03  |
| 3.  | Diary of a robbery            | 5:17  |
| 4.  | Center of now                 | 6:29  |
| 5.  | The silver seal               | 3:11  |
| 6.  | Cool shibuya                  | 3:57  |
| 7.  | Exit                          | 4:27  |
| 8.  | Breath kissing matter’s mouth | 8:50  |
| 9.  | Order of the ginger guild     | 3:56  |
| 10. | Cinnamon road                 | 4:42  |
| 11. | Organ intro to La folia       | 2:18  |
| 12. | Arcangelo Corelli’s La folia  | 10:47 |

| Nr. | Titel                      | Duur |
| --- | -------------------------- | ---- |
| 1.  | Introduction               | 1:17 |
| 2.  | Sorcerer theme             | 3:42 |
| 3.  | The cal                    | 4:29 |
| 4.  | Crash at dawn              | 5:55 |
| 5.  | Impression of the sorcerer | 6:55 |
| 6.  | Grind                      | 6;30 |
| 7.  | Creation                   | 7:41 |
| 8.  | The journey                | 4:30 |
| 9.  | Approaching the danger     | 5:39 |
| 10. | Fast ride to disaster      | 6:42 |
| 11. | Rain and thunder           | 7;34 |
| 12. | Mountain road              | 5;29 |
| 13. | Nebulous jungle path       | 7:13 |
| 14. | Search                     | 4:59 |